# Lasioglossum vitripenne
Lasioglossum vitripenne is een vliesvleugelig insect uit de familie Halictidae. De wetenschappelijke naam van de soort is voor het eerst geldig gepubliceerd in 1879 door Smith.